# Владислав Заторский
Владислав (Влодко) Заторский (пол. Władysław Zatorski); (ок. 1455—1494) — князь заторский (1468—1482), младший сын князя Вацлава I Заторского и Марии Копачевской, дочери Урбана Копачевского, дворянина из Севежского княжества. Представитель цешинской линии Силезских Пястов..

## Биография
В 1468 году после смерти своего отца, князя Вацлава Заторского, Владислав вместе со старшими братьями Вацлавом II, Яном V и Казимиром получили в совместное владение Заторское княжество. В момент смерти отца Ян и Казимир были еще несовершеннолетними и не принимали фактического участия в управлении княжеством.
Первое упоминание Владислава Заторского в документах относится к 1470 году.
В 1474 году после раздела между братьями отцовского княжества Владислав вместе с братом Яном V получили в совместное владение половину Заторского княжества (к западу от реки Скава).
В 1482 году братья-соправители Ян V Заторский и Владислав Заторский разделили между собой принадлежавшую им половину Заторского княжества. Владислав получил денежную компенсацию и город Вадовице, которым владел до своей смерти в 1494 году.
После смерти Владислава его владения унаследовал старший брат Ян V, объединив под своей властью все Заторское княжество.

## Семья
До 1488 года Владислав Заторский женился на Анне(+ после 1494), происхождение которой неизвестно (возможно, дочери Яна Губицкого, графа Грушева и Станыли). Дети от этого брака:
- Агнешка Заторская (1477/1480 — после 1505), жена Яна Кобержицкого, графа Творкова и Кобежина (+ до 1504). После смерти своего отца Агнешка унаследовала Вадовице, но без княжеского титула. В 1503 году польский король Александр Ягеллон передал Вадовице во владение гетману польному коронному Петру Мышковскому из Мирува. Агнешка стала бороться за своё наследство, но в 1504 году Александр Ягеллон повторно признал Вадовице владением Петра Мышковского.